# Kanton Sabaya
Der Kanton Sabaya ist ein Gemeindebezirk im Departamento Oruro im südamerikanischen Anden-Staat Bolivien.

## Lage im Nahraum
Der Kanton Sabaya ist einer von siebzehn Kantonen des Municipios Sabaya in der Provinz Sabaya. Er grenzt im Norden und Nordwesten an den Kanton Pacariza, im Westen an den Kanton Cahuana, im Süden an den Kanton Villa Rosario, und im Südosten und Nordosten an das Municipio Esmeralda und das Municipio Yunguyo del Litoral, beide in der Provinz Litoral gelegen.
Der Kanton erstreckt sich zwischen etwa 18° 56' und 19° 03' südlicher Breite und 68° 14' und 68° 26' westlicher Länge, er misst von Norden nach Süden bis zu 15 km und von Westen nach Osten bis zu 20 km. Im westlichen Teil des Kantons liegt der zentrale Ort des Kantons, Sabaya, mit 573 Einwohnern (Volkszählung 2001), die mittlere Höhe des Kantons ist 3700 m.

## Geographie
Der Kanton Sabaya liegt wenige Kilometer nördlich des Salzsees Salar de Coipasa am Westrand des bolivianischen Altiplano und wird nach Westen durch die Ausläufer der Cordillera Occidental begrenzt.
Das Klima der Region ist semiarid, der Jahresniederschlag liegt bei nur 200 mm (siehe Klimadiagramm Sabaya). Von April bis November herrscht Trockenzeit mit Monatswerten von weniger als 10 mm Niederschlag, die Feuchtezeit im Sommer ist kurz und der Regen wenig ergiebig. Die Jahresdurchschnittstemperatur liegt bei knapp 7 °C ohne wesentliche Schwankungen im Jahresverlauf, aber mit starken Tagesschwankungen der Temperatur und häufigem Frostwechsel.
Die Vegetation in der Region entspricht der semiariden Puna. Sie ist baumlos und setzt sich vor allem aus Dornsträuchern, Gräsern, Sukkulenten und Polsterpflanzen zusammen. Sie wird wirtschaftlich als Lama-, Alpaka- und Schafweide genutzt.

## Bevölkerung
Die Einwohnerzahl in dem Kanton ist in den vergangenen beiden Jahrzehnten auf ein Mehrfaches angestiegen:
- 1992: 260 Einwohner (Volkszählung)[3]
- 2001: 616 Einwohner (Volkszählung)[4]
- 2010: Neuere Daten für den Kanton liegen noch nicht vor, im Municipio Sabaya hat sich zwischen 2001 und 2010 die Bevölkerungszahl etwa verdoppelt[5]

Die Bevölkerungsdichte des Municipio Sabaya bei der Volkszählung 2001 betrug 1,3 Einwohner/km², die Lebenserwartung der Neugeborenen lag im Jahr 2001 bei 54,9 Jahren.
Der Alphabetisierungsgrad bei den über 19-Jährigen beträgt 94 Prozent, und zwar 98 Prozent bei Männern und 89 Prozent bei Frauen (2001).
Die Region weist einen hohen Anteil an Aymara-Bevölkerung auf, im Municipio Sabaya sprechen 62,9 % der Bevölkerung Aymara.

## Gliederung
Der Kanton Sabaya umfasst die folgenden vier Ortschaften (localidades):
- Sabaya – 573 Einwohner (2001)
- Sillayuaya – 18 Einwohner
- Estancia Huancalle – 13 Einwohner
- Estancia Huancarani – 12 Einwohner